# Ishi Press
Ishi Press est une maison d'édition installée au Japon et aux États-Unis, ayant initialement eu pour principale activité l'édition et la distribution de livres et d'équipements de go ainsi que du magazine Go World, et plus récemment de livres d'échecs, de mathématiques et d'histoire. Le nom et le logo de la compagnie proviennent du mot japonais pour « pierre (de go) » (ishi, 石).

## Historique et développement
Ishi Press fut fondée au Japon en 1968 par Richard Bozulich (en). Après avoir publié des traductions anglaises de livres de go japonais, elle commença à éditer des textes originaux, parmi lesquels une collection populaire de manuels pour joueurs débutants et intermédiaires en sept volumes intituléeThe Elementary Go Series (en). Beaucoup de ces livres furent écrits par Bozulich ou par James Davies, en collaboration avec des professionnels japonais.
En 1986, Ishi Press élargit ses activités et s'installe dans des bureaux à Mountain View  (en Californie) sous la direction de James Connelley. Au début des années 1990s, l'entreprise connait des difficultés légales et financières ; Samuel Sloan (en) en prend la direction à partir de 1994, et tente de restaurer la réputation de l'entreprise en élargissant ses publications à des ouvrages sur les échecs et sur les échecs féériques, puis à des sujets divers, comme des traductions de Winnie l'ourson en 45 langues, des ouvrages de mathématiques, et des textes consacrés à l'histoire du Japon.